# Plagiostyles
Plagiostyles là một chi thực vật có hoa trong họ Đại kích, lần đầu tiên được Jean Baptiste Louis Pierre mô tả năm 1897. Chi này là bản địa vùng nhiệt đới châu Phi.

## Các loài
Chi này gồm các loài sau:
- Plagiostyles africana (Müll.Arg.) Prain ex De Wild., 1912: Nigeria, Gabon và Congo.
- Plagiostyles pinnatus Willd.[1][5] ?